# La Girvière
La Girvière est un hameau de la commune française
des Sables-d'Olonne, située dans le département de la Vendée.

## Géographie
Le hameau de la Girvière se situe au sud-ouest de l'ancienne commune d'Olonne-sur-Mer, à proximité des Marais d'Olonne (Jardins des Salines et marais de la Frémondière) et de la Forêt domaniale d'Olonne qui s'étire sur un cordon dunaire du littoral. La rivière La Vertonne draine les marais à la fois vers le nord, pour rejoindre l'océan à Brem-sur-Mer, en se joignant à l'Auzance (au lieu-dit Les Granges), et vers le sud au travers du chenal qui relie le port des Sables-d'Olonne à l'océan. La Girvière est à 1,5 km des plages de la côte sauvage. La traversée de la Vertonne se fait par le pont de La Forgerie. Au-delà, la forêt domaniale est quadrillée de sentiers de randonnées avec des pistes cyclables tout le long du littoral. Ces territoires sont inscrits en ZNIEFF (Zone naturelle d'intérêt écologique, faunistique et floristique) ou en ZICO (Zone importante pour la conservation des oiseaux). Dunes, forêt et marais d'Olonne, aux portes de La Girvière et sur une partie de son territoire, constituent l'un des 13 sites Natura 2000 de la Vendée.

## Histoire locale

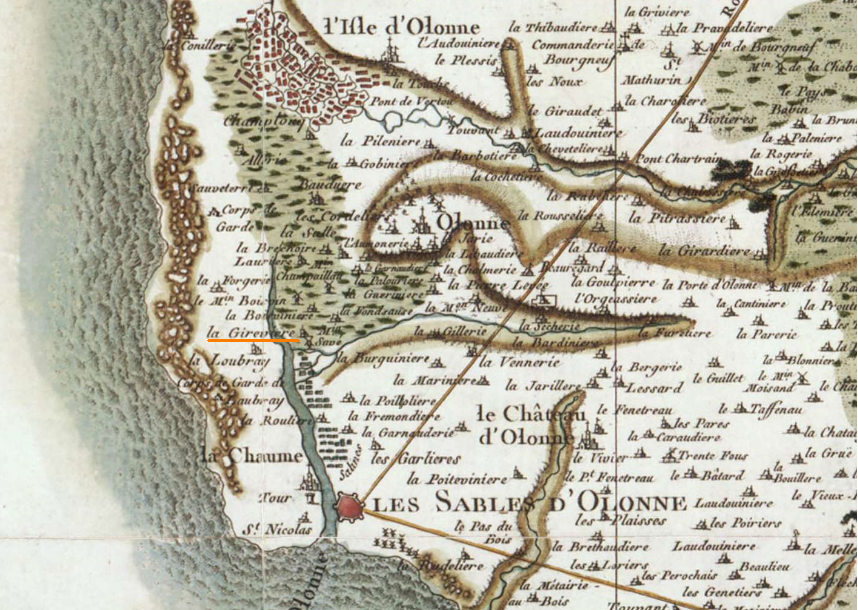
Carte de Cassini du Pays des Olonnes

Comme le montre l'extrait de la Carte de Cassini du Pays des Olonnes, à la fin du XVIIIe siècle et au début du XIXe, La Girvière était déjà un quartier de la commune d'Olonne devenue par la suite Olonne-sur-Mer. Le hameau s'écrivait alors La Gireviere. 

L'histoire locale est relatée dans la revue Mémoire des Olonnes, éditée par le Musée des traditions populaires d'Olonne sur Mer.

### Les fêtes locales
Le relatif éloignement du bourg d'Olonne a contribué dans le passé à fortifier une identité locale des quartiers comme celui de La Girvière. Chacun de ces quartiers avait ses fêtes, notamment les préveils, souvent au printemps, qui donnaient lieu à des rassemblements de jeunes avec bals. Le préveil d'Olonne avait lieu à la Quasimodo. Les fêtes des Feux de la Saint-Jean, ou feux de joie, occupaient une importance particulière à La Girvière, ils attiraient jeunes et vieux du bourg d'Olonne, des Sables d'Olonne et des villages d'alentour.

### Personnages de la Girvière

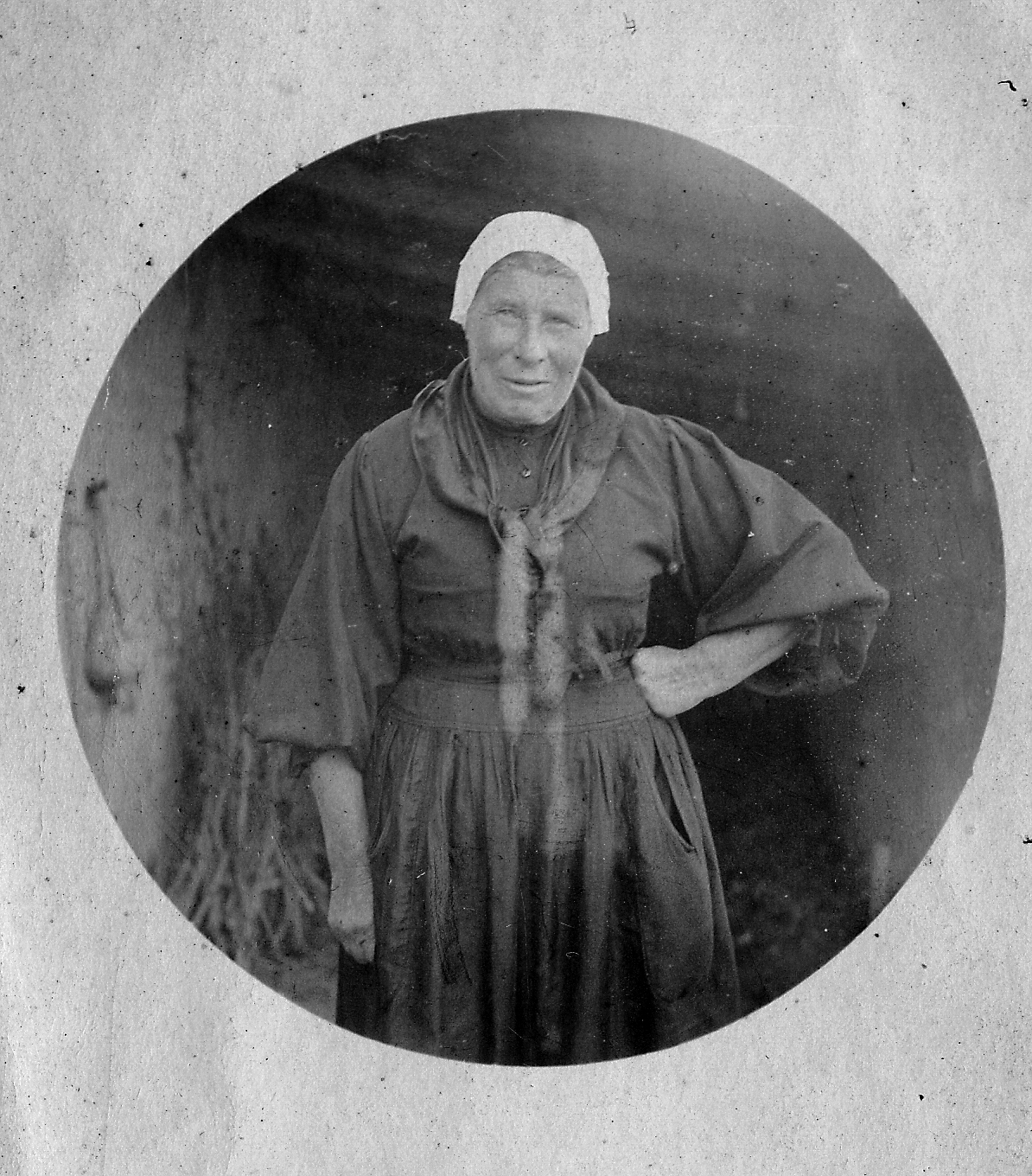
La mère Prudence, vers 1920

La mémoire locale a conservé le souvenir de deux personnages à la forte personnalité qui ont marqué en leur temps la vie de La Girvière au point de faire partie de l'histoire locale : La mère Prudence et Jean sans peur.

Le café de la mère Prudence (Prudence Cloutour, 1870-1933) était au cœur de la vie sociale. Jean sans peur, marin rugueux venu d'ailleurs, entretenait le mystère sur son passé.

### Pratique religieuse et vie politique
À l'instar d'autres communes ou quartiers du Pays des Olonnes, la pratique religieuse a toujours été réduite à La Girvière même si le baptême était plutôt systématique. Sur le plan politique, la population de la Girvière a toujours exprimé fortement des sentiments prorépublicains dès la proclamation de la 3e République, avec une culture "radicale", cultivant ainsi sa différence avec la Vendée du bocage et même le bourg d'Olonne qui se classait plus à droite.

## Agriculture et activités rurales de bord de mer
L'histoire de La Girvière est en rapport avec l'importance passée du maraîchage, de la viticulture, des salines et de l'ostréiculture. Ces activités étaient intimement associées au sein d'exploitations paysannes pluri actives. Ces activités ont disparu au sens économique et marchand sur le territoire de La Girvière. Leur existence passée et leur évolution jusqu'à ce jour sont intéressantes car elles restituent un condensé local de l'histoire rurale du Pays des Olonnes.

### Le foncier et sa transmission successorale
La Girvière a compté plus d'une vingtaine d'exploitations agricoles de 5 à 10 hectares chacune dont aucune ne subsiste aujourd'hui. À l'instar de ce qui existe dans tout le Grand ouest mais à la différence de ce que l'on peut trouver dans d'autres terroirs français, le massif Pyrénéen en particulier, la transmission successorale était égalitaire. Elle a donné lieu à des partages de parcelles dont beaucoup aujourd'hui ont une surface infime, de l'ordre de 50 centiares. Cet émiettement est visible sur le plan cadastral.

### Le maraîchage
Des noms de lieux, tel mottée, rappellent l'activité maraîchère passée. La production (haricots, artichauts, poireaux, pommes de terre, carottes, melons, choux-fleurs etc.) trouvait son débouché sur le carreau des halles des Sables où chaque maraîcher local avait son emplacement réservé. L'essentiel des amendements résidait dans l'apport de goémon que chacun allait récolter sur les plages, il était complété par le fumier de cheval disponible. Ce goémon était étendu à la surface du sol où il se décomposait naturellement. 

Aujourd'hui, le maraîchage ne survit plus que dans de modestes parcelles vouées à la consommation familiale.

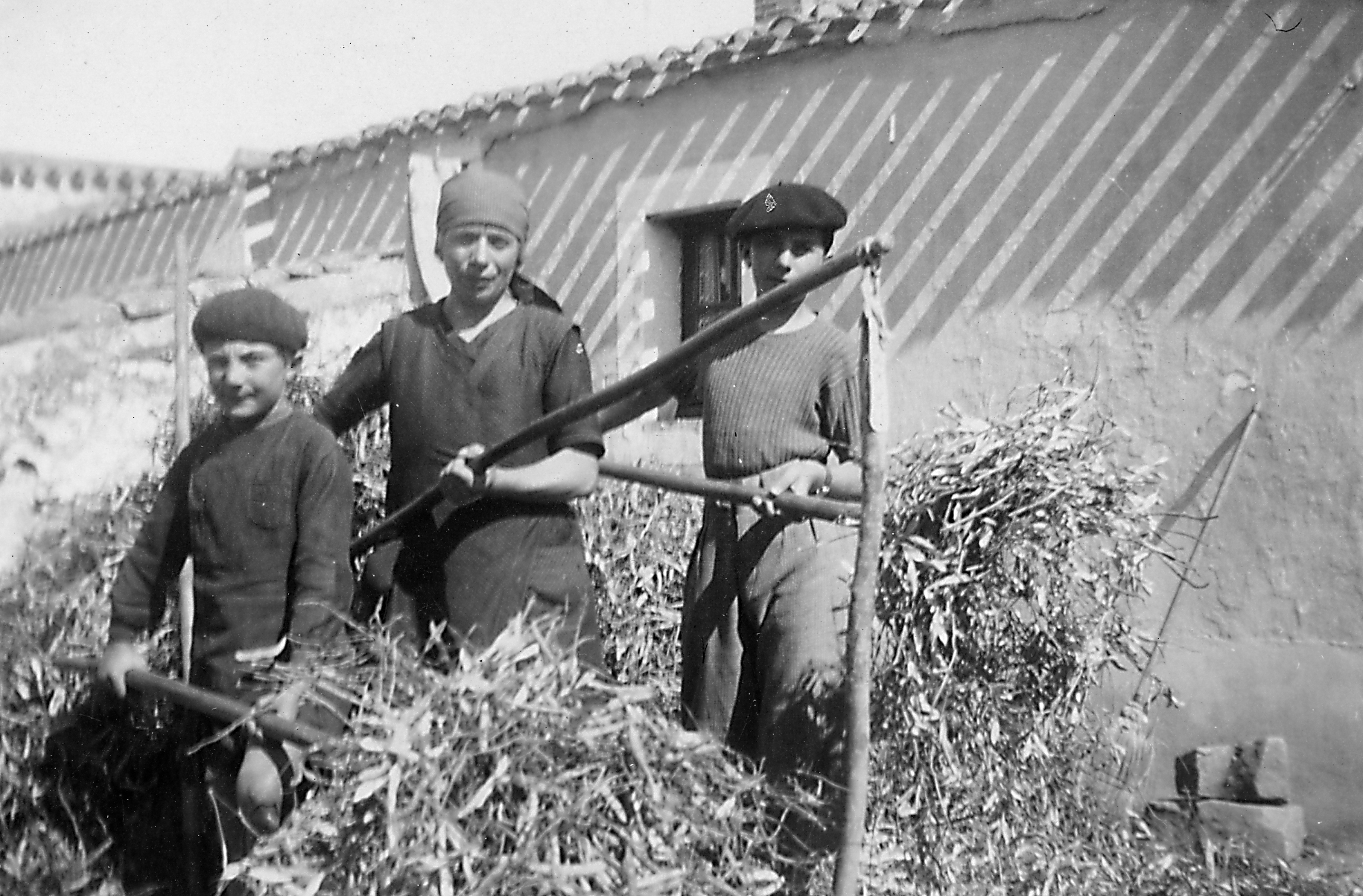
Battage de haricots au fléau (Famille Cloutour)
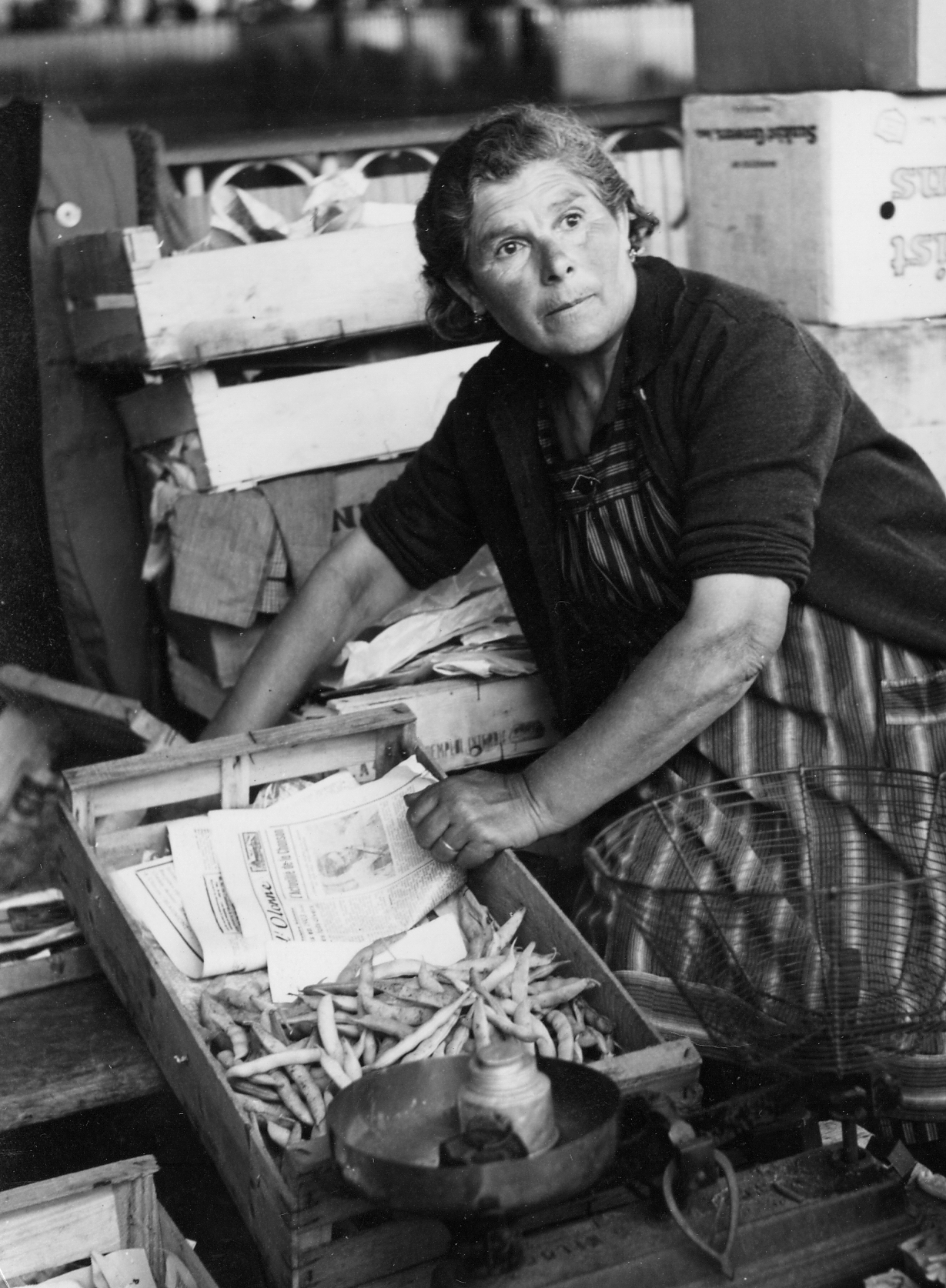
Vente de haricots sur le marché des Sables par Juliette Cloutour, de la Girvière
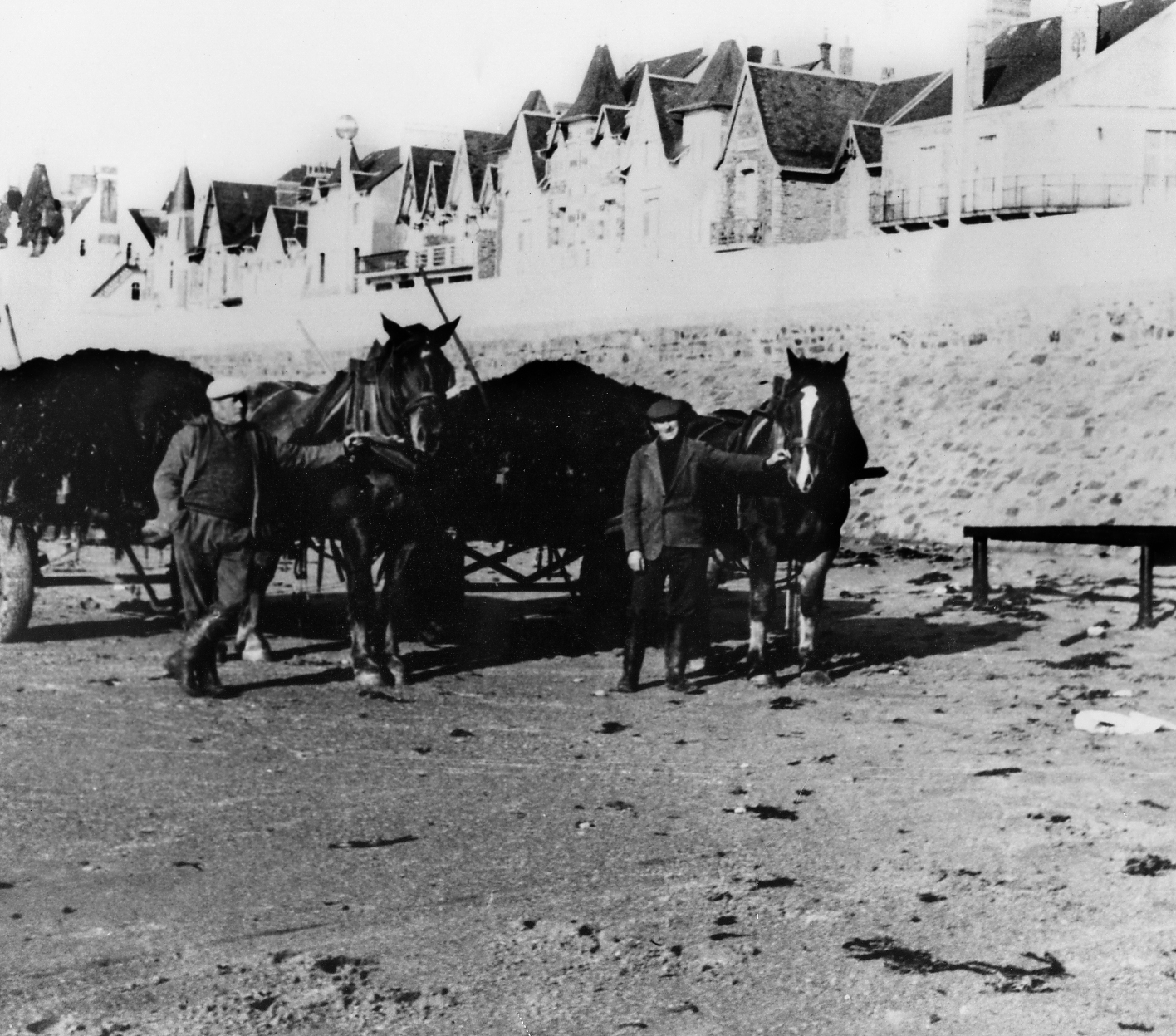
Ramassage du goémon par les maraîchers de La Girvière sur la plage des Sables d'Olonne

### L'élevage
Jusque dans les années 1950 le cheval a été l'auxiliaire indispensable pour tous les travaux agricoles comme pour le transport des personnes.
Avant 1914 ânes et mulets étaient particulièrement présents. Ils ont été remplacés par le cheval après 1918, notamment par des chevaux laissés par les troupes américaines. Ces chevaux dits canadiens ont ensuite laissé la place à des traits légers bretons dits postiers ou cobs bretons. Un usage du cheval pour le maraîchage familial a perduré jusqu'en 2000.

### Les vignes

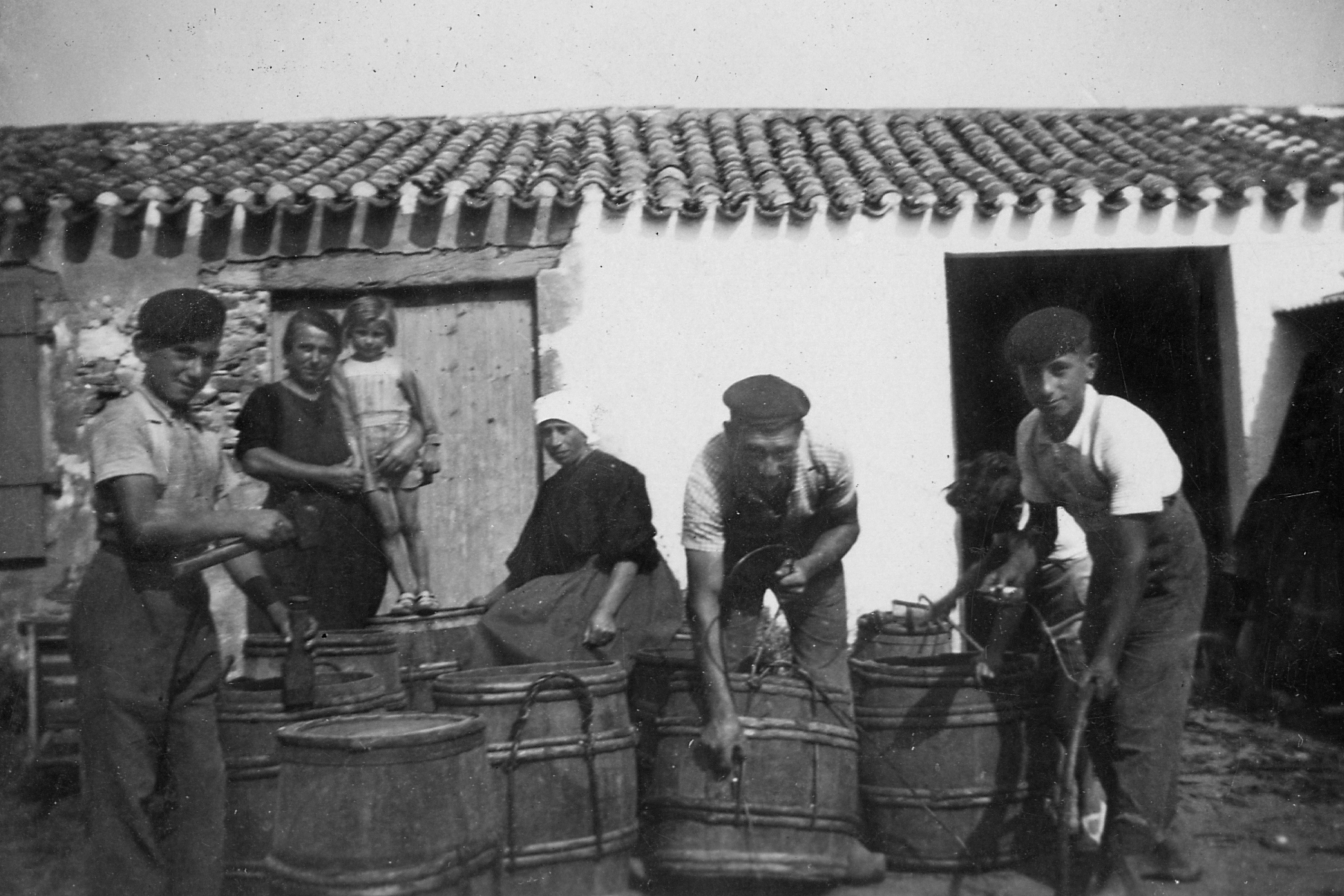
Vendanges à la Girvière dans les années 1940

Elles étaient présentes dans chaque exploitation pour la production d'un vin rosé destiné principalement à la consommation familiale. Aujourd'hui ces anciennes vignes sont transformées en friches.
Une activité viticole rattachable au vignoble des Fiefs-vendéens est maintenue dans le "Domaine de Salaizy". Elle était autrefois surtout présente sur le fief des Paillolières aux portes de la Girvière. Il supporte aujourd'hui un lotissement.

### Activités dans les salines
Cette activité décrite dans l'article Marais d'Olonne était à l'image de celle que l'on retrouve ailleurs, dans le marais vendéen et charentais.

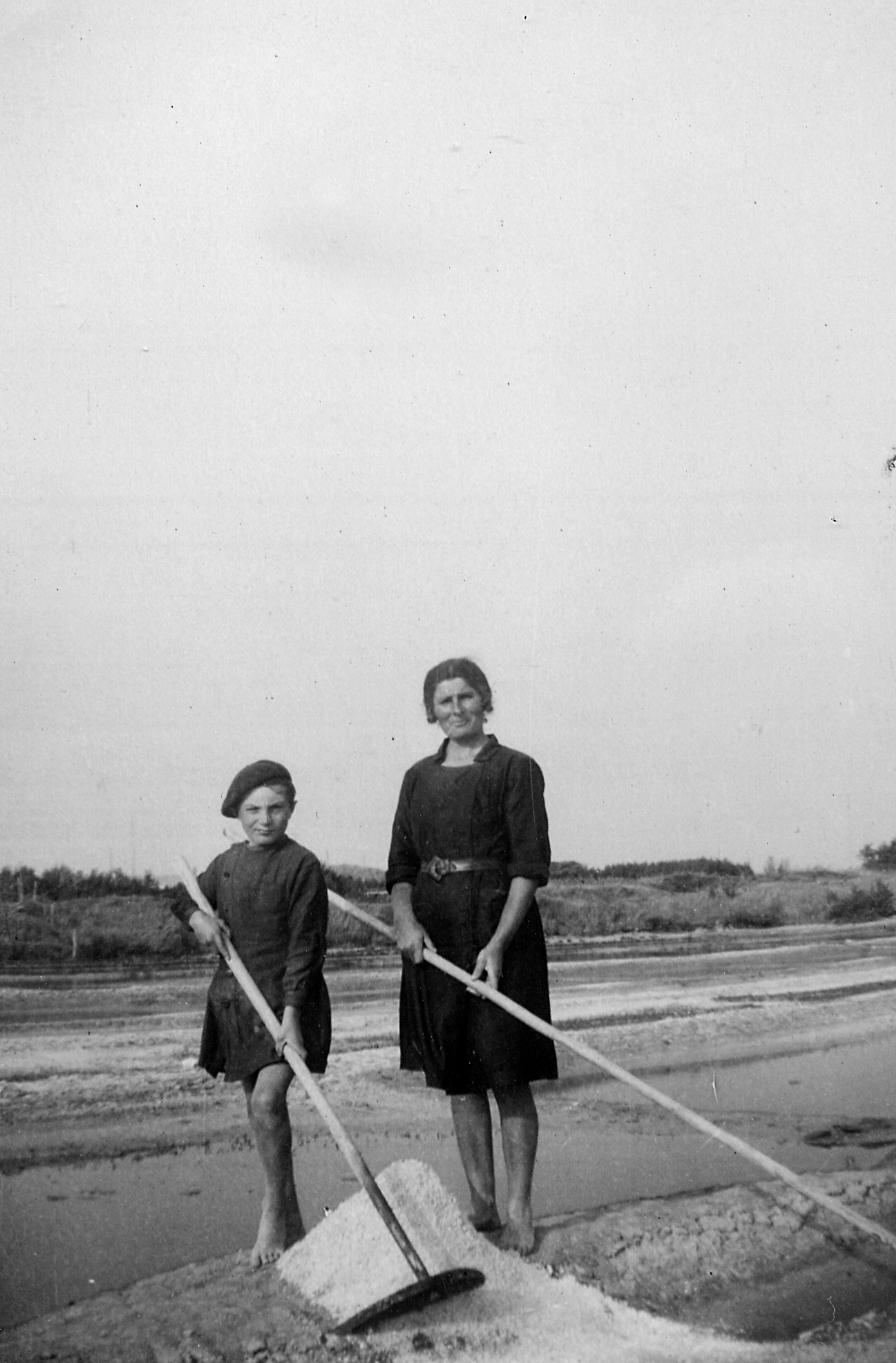
Activités salines à La Girvière en 1940, Daniel et Prudence Cloutour.
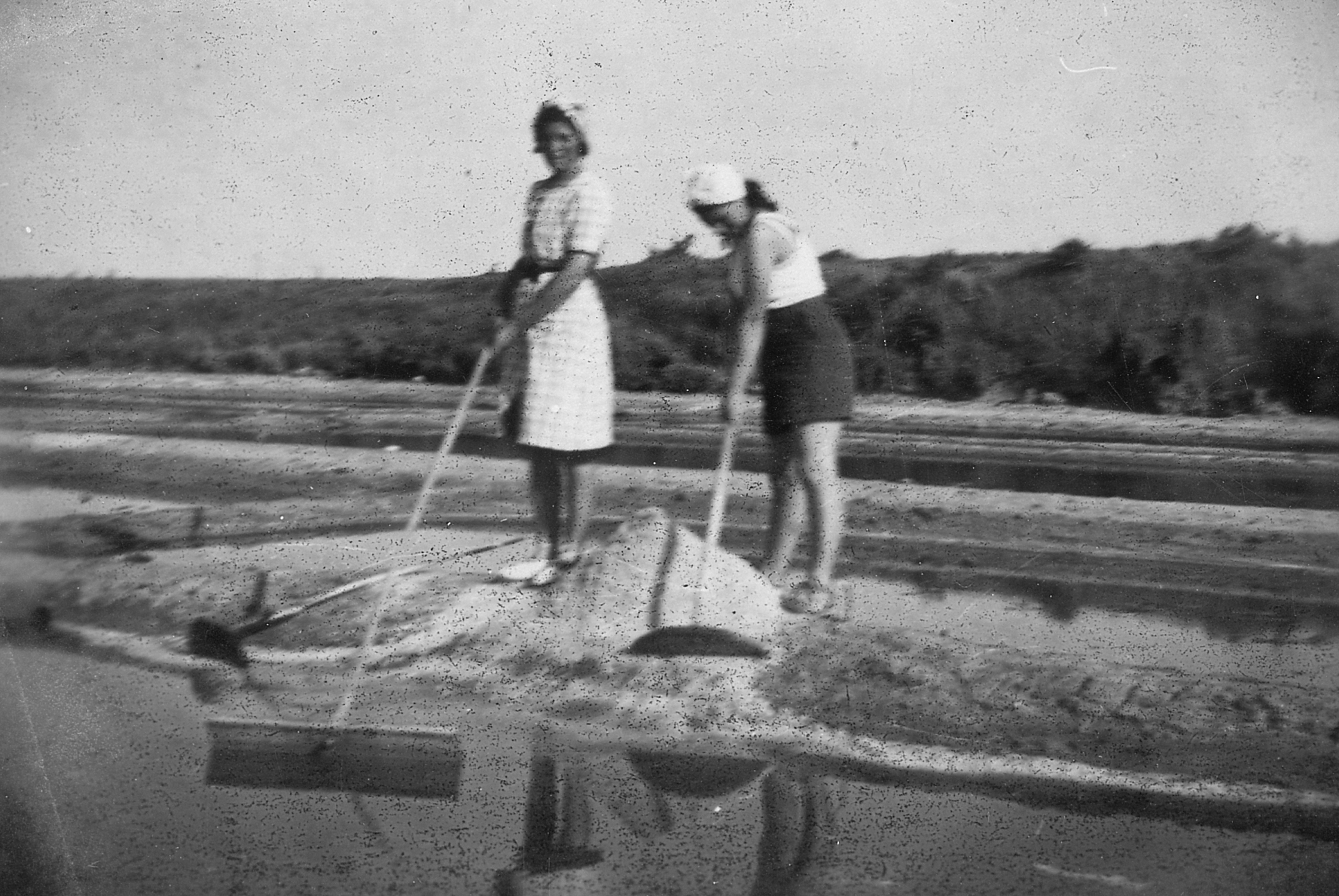
Travaux dans les marais salants de La Girvière, années 1940.
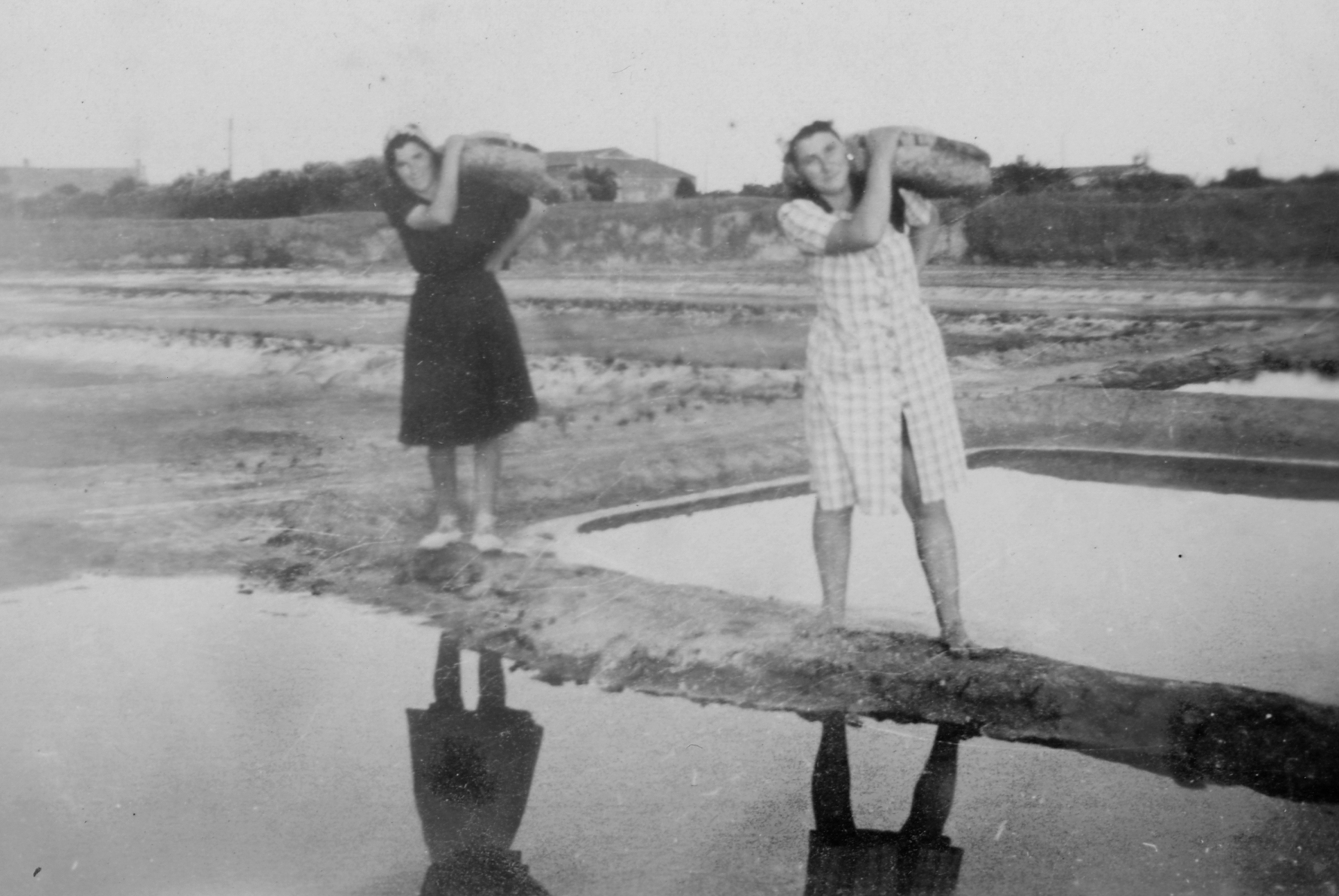
Travaux sur les salines de La Girvière, Olonne sur Mer, années 1940.

### Pêche à pied
Elle était surtout le fait des femmes, aux Hautes Eaux c'est-à-dire lors des grandes marées, les hommes restant occupés par les activités de maraîchage.

## Bâti local
La Girvière, ancien village agricole, est caractérisée par l'existence d'un vieux bâti traditionnel rappelant ce passé rural.

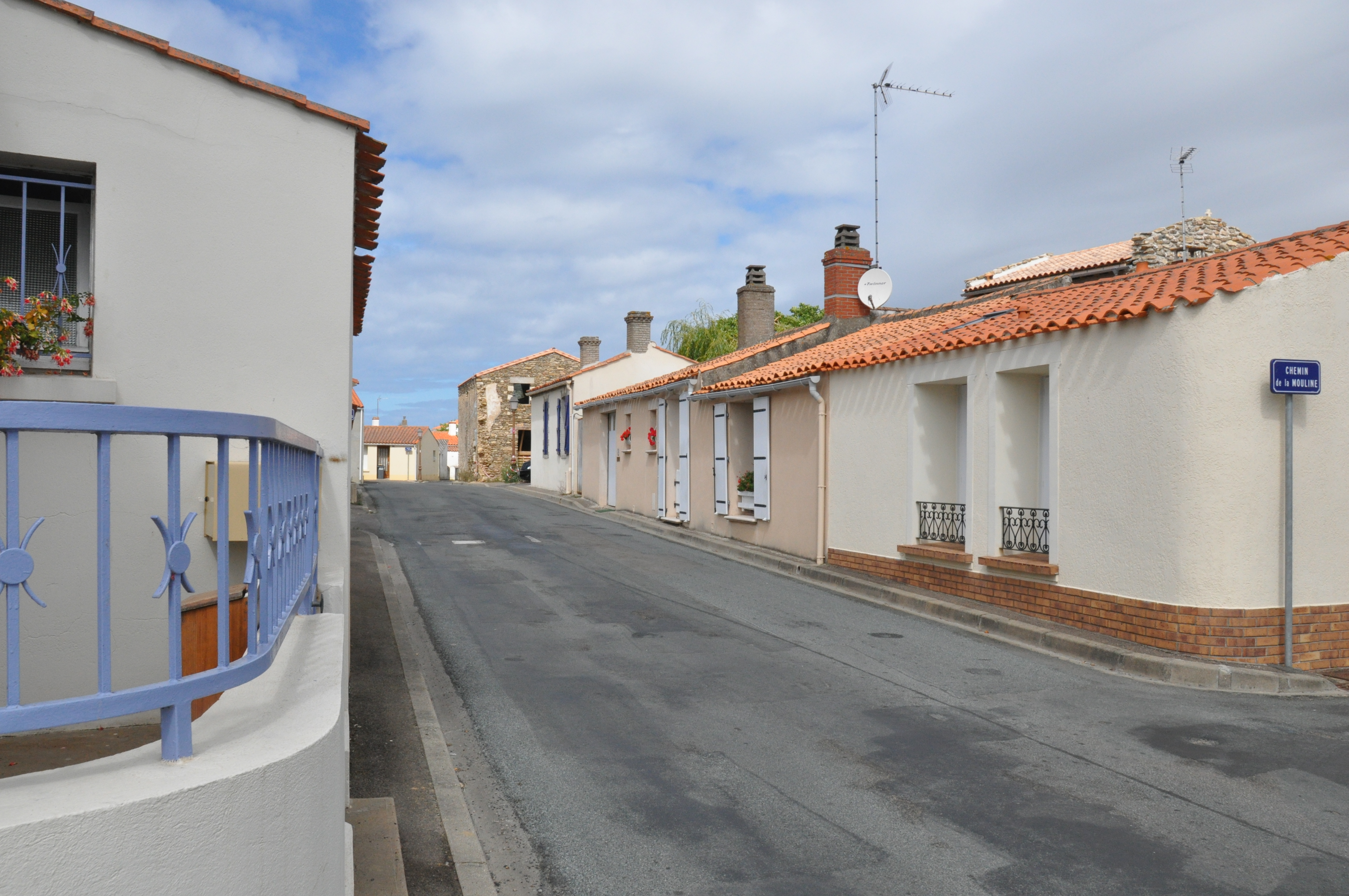
Grande rue de La Girvière.
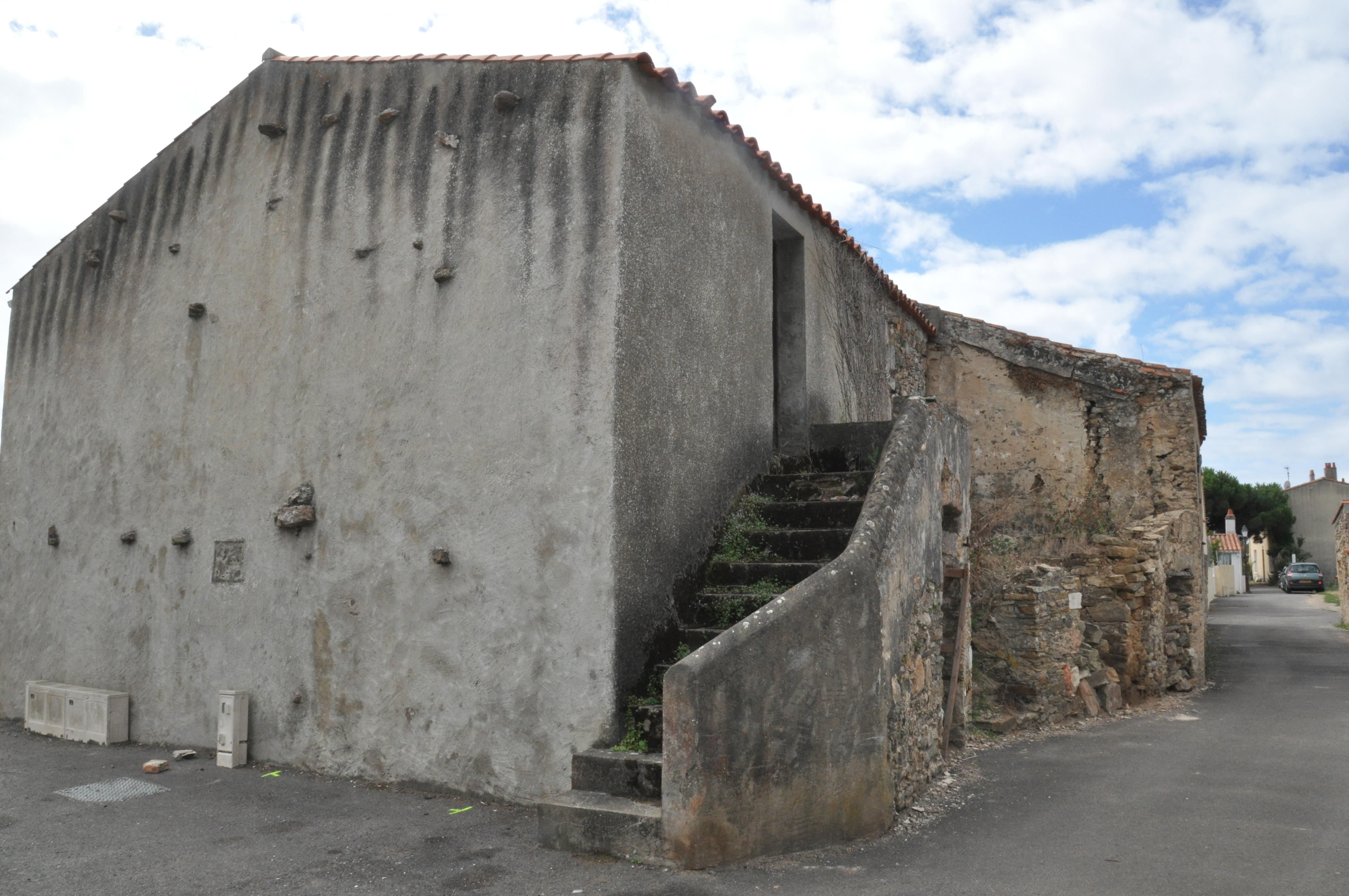
Entrée de l'impasse de la Mottée.
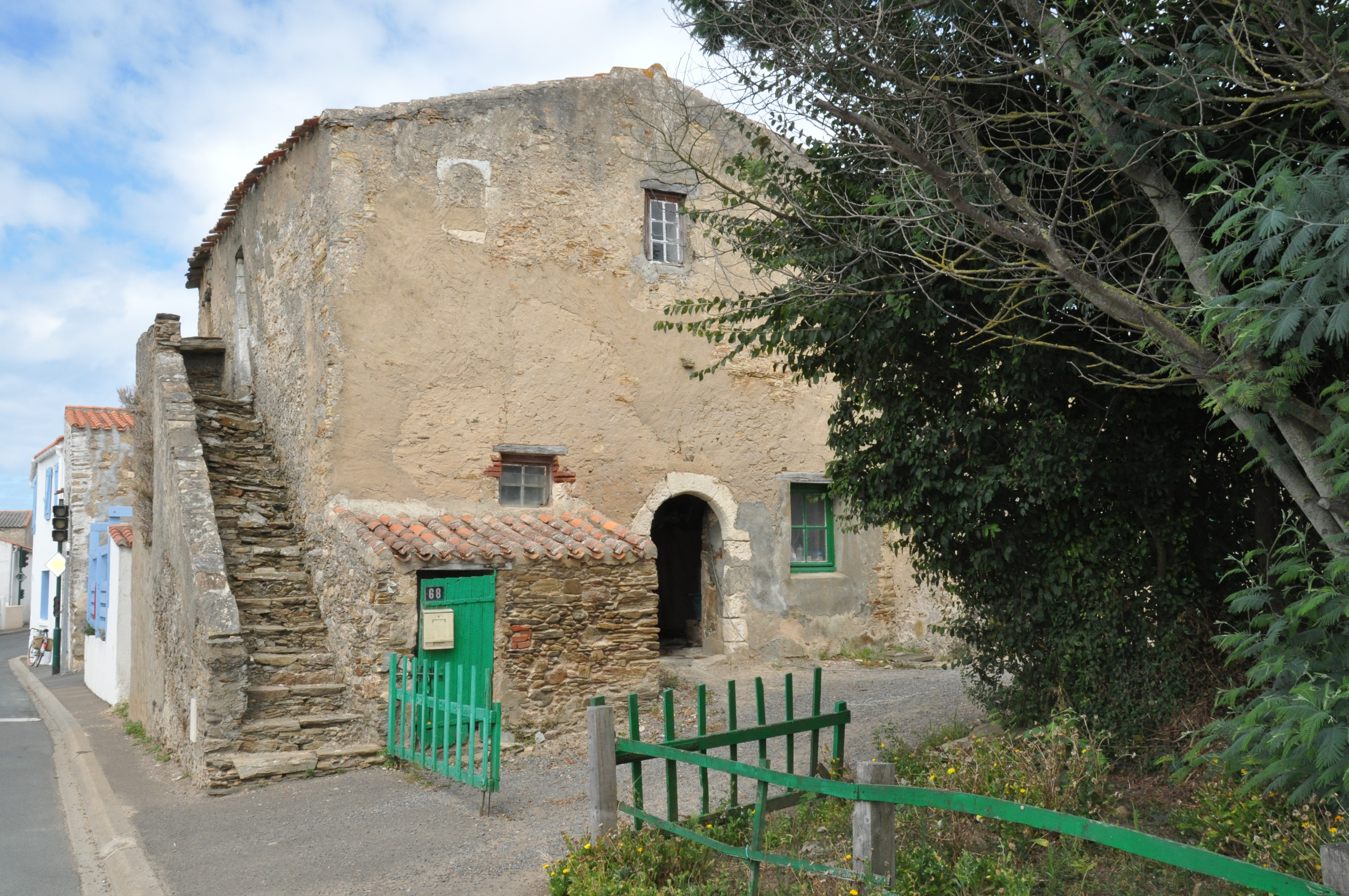
Maison ancienne de la Girvière.

## Tourisme et développement économique
La Girvière se situe dans un milieu naturel préservé représenté par les Marais d'Olonne limités à l'ouest par la Forêt domaniale d'Olonne bordant les plages sur l'Océan. Ce patrimoine naturel constitue aujourd'hui un attrait touristique majeur du pays des Olonnes mis en valeur par des pistes cyclables et des promenades en bateau dans le marais. Le patrimoine bâti de La Girvière et l'histoire qui s'y rattache apportent la touche originale qui devrait fonder un tourisme culturel de demain à condition d'être préservés. Ce patrimoine sauvegardé et remis en valeur profitera au développement économique d'Olonne-sur-Mer et du Pays des Olonnes tout entier.